# Schloss Jelgava

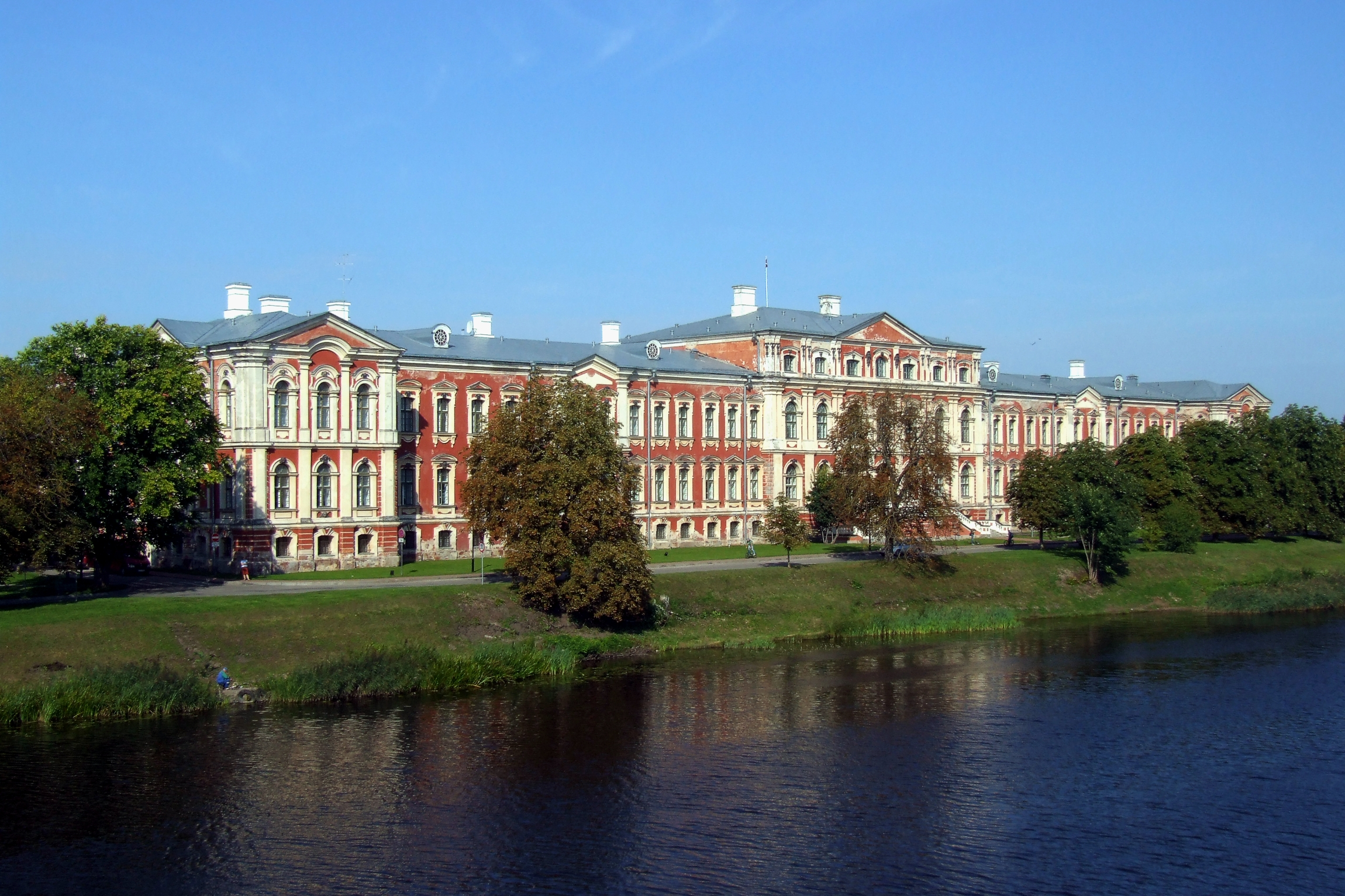
Schloss Jelgava

Schloss Jelgava (auch: Schloss Mitau, lettisch Jelgavas pils) ist das größte Barockschloss im Baltikum. Es wurde im 18. Jahrhundert nach Plänen von Bartolomeo Francesco Rastrelli als Herrschersitz der Herzöge von Kurland und Semgallen in ihrer Hauptstadt Mitau (heute: Jelgava) errichtet. Als Sommersitz diente den Herzögen das nahe gelegene, ebenfalls von Rastrelli geplante Schloss Rundāle.

## Geschichte

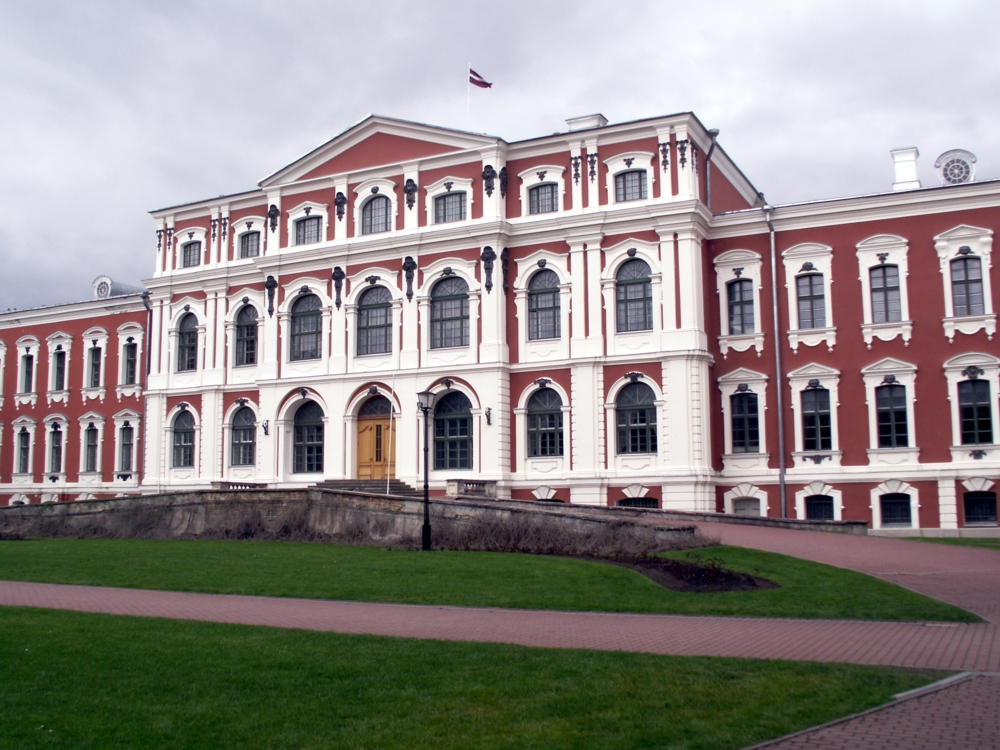
Schloss Jelgava vom Innenhof aus

Auf der Insel zwischen der Kurländischen Aa (Lielupe) und ihren Nebenarmen wurde 1265 die Burg Mitau der Schwertbrüderordensritter errichtet. Der zunächst hölzerne Bau brannte nieder und wurde 1345 durch einen steinernen Neubau ersetzt, die den Herzögen der Dynastie Kettler als Residenz diente.
Ernst Johann von Biron, der Günstling der Witwe des letzten Kettler-Herzogs und späteren Zarin Anna, ließ die alte Burg 1738 abreißen und den Bau eines Schlosses Auftrag geben. Nachdem Biron 1740 in Ungnade gefallen war, wurden alle Bauarbeiten unterbrochen, obwohl zu diesem Zeitpunkt das Dach noch nicht aufgesetzt war. Die Arbeiten wurden erst 1763, nachdem Biron aus der Verbannung zurückgekehrt war, wieder aufgenommen. Neben Rastrelli, der sich nach dem Tod seiner Förderin Zarin Elisabeth in Kurland betätigte, war der Däne Severin Jensen als Planer beteiligt, der dem Schloss klassizistische Elemente zufügte. Das Schloss wurde 1772 fertig, ein halbes Jahr danach starb Ernst Johann von Biron.
1779 beherbergte sein Nachfolger Peter von Biron den Abenteurer Alessandro Cagliostro im Schloss. Nachdem Kurland 1795 vom Russischen Reich annektiert und das Herzogshaus Biron von Curland finanziell abgefunden worden war, wurde das Schloss zum Zufluchtsort für französische Adlige, die wegen der Französischen Revolution ihre Heimat verlassen mussten. Ludwig XVIII. und seine Familie lebten zwischen 1797 und 1801 im Schloss. Marie Thérèse Charlotte von Frankreich heiratete hier 1799 den Thron-Prätendenden Louis-Antoine von Bourbon, den Fürsten von Angoulême.
1919 wurde das Innere des Schlosses zerstört, als Truppen der Westrussischen Befreiungsarmee unter Pawel Bermondt-Awaloff auf dem Rückzug plünderten und brandschatzten. Schwere Schäden erlitt das Schloss auch im Zweiten Weltkrieg während der Kämpfe im Sommer 1944. Zwischen 1956 und 1964 wurde das Schloss restauriert, wobei man sich auf die Gebäudehülle beschränkte. Seit 1939 beherbergt das Schloss die Lettische Universität für Biowissenschaften und Technologie.

## Architektur

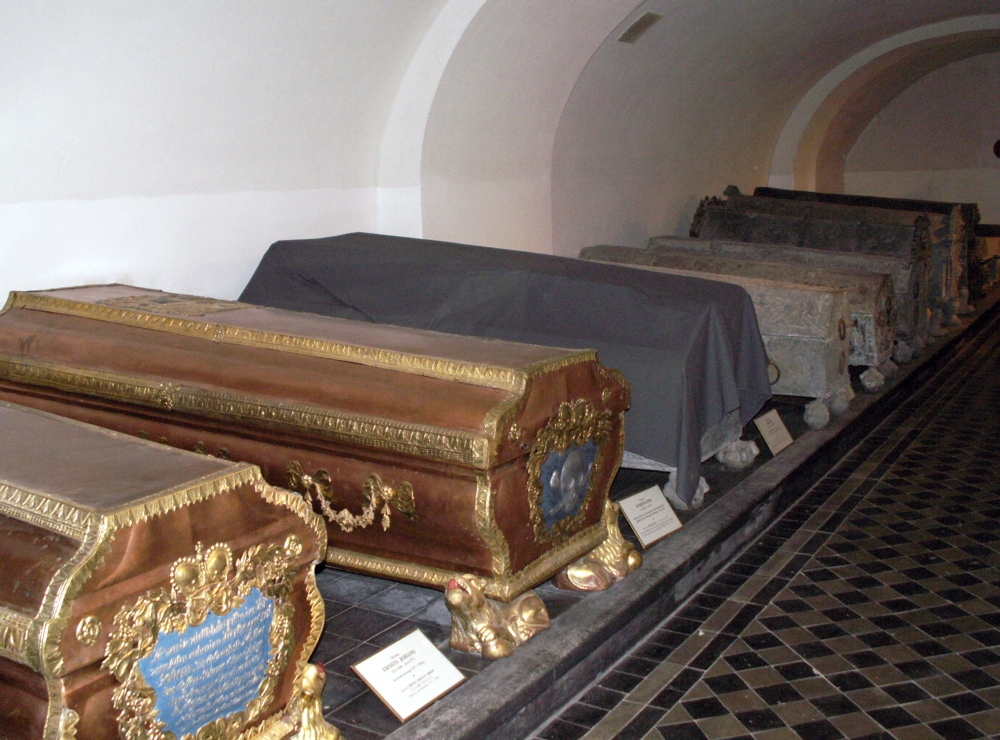
Die Herzogengruft

Schloss Jelgava besteht aus einer vierflügeligen Anlage, die einen Innenhof umgibt. Ursprünglich bestand das Schloss aus zwei Flügeln, die mit dem Hauptgebäude in Form eines U verbunden waren. 1937 wurde der Anlage ein weiterer Flügel hinzugefügt, womit der Hof geschlossen wurde. Die barocken Fassaden des von einer Grünanlage umgebenen Schlosses werden durch Mittel- und Seitenrisalite gegliedert.
Von historischer Bedeutung ist die Gruft der Herzöge von Kurland und Semgallen im südwestlichen Untergeschoss. Alle Herzöge aus den Häusern Kettler und Biron wurden hier zwischen 1569 und 1791 bestattet. Die Räumlichkeiten enthalten 21 steinerne Sarkophage und neun hölzerne Särge. Die Krypta wurde 1819 ins Schloss verlegt.

## 360-Grad-Bilder
- Jelgava Palace 360 Degree View mit dem WikiCommons-Bild (equirectangular Image)